# Cyrtauchenius structor
Cyrtauchenius structor is een spinnensoort uit de familie Cyrtaucheniidae. De soort komt voor in Algerije.